# Tanaopsis curtus
Tanaopsis curtus är en kräftdjursart som beskrevs av Rosalia Konstantinovna Kudinova-Pasternak 1984. Tanaopsis curtus ingår i släktet Tanaopsis, överfamiljen Paratanaoidea, ordningen tanaider, klassen storkräftor, fylumet leddjur och riket djur. Inga underarter finns listade i Catalogue of Life.